# La Découverte d'Érichthonios
La Découverte d'Érichthonios est un tableau de Rubens conservé à l'Allen Memorial Art Museum aux États-Unis, dans l'Ohio.
Il représente une des filles du premier roi d'Attique, Cécrops - sans doute Pandrose ou Aglaure - découvrant dans son panier l'enfant Érichthonios, dont le corps se termine par une queue de serpent.
Cet épisode de la mythologie grecque est notamment relaté par Ovide dans ses Métamorphoses qui a inspiré Rubens. Ce thème était fort prisé par l'aristocratie de l'époque, à cause de sa connotation quelque peu scabreuse. En effet, Vulcain, amoureux d'Athéna, tente de la violer ; celle-ci repoussant Vulcain pour garder sa virginité essuie la semence qui est tombée sur sa cuisse avec un morceau d'étoffe de laine qui est ensuite jeté à terre. C'est ainsi que naît Érichthonios, dont le corps se termine - comme Cécrops - par une queue de serpent. Malgré la défense de la déesse d'ouvrir le panier d'osier où l'enfant était caché, Aglaure, l'une des trois filles de Cécrops à qui le panier avait été confié, ouvre ce précieux contenant.
Ce tableau a été découpé. Il s'agit donc d'un fragment. On aperçoit à gauche le pied d'une des sœurs (Aglaure ou Pandrose) et debout le bras d'Hersé retenant sa tunique rouge, allusion à ses amours futures avec Mercure. Derrière la jeune femme vêtue d'une robe dorée, une vieille nourrice lève le bras dans un geste de surprise. Rubens, comme son tableau de 1616 intitulé Érichthonios découvert par les filles de Cécrops (Liechtenstein Museum), en conservant le personnage de cette vieille femme, nourrit une réflexion sur le temps et la jeunesse qui passe. La fille de Cécrops est représentée dans la fleur de sa jeunesse. Elle n'est plus dénudée, comme dans le tableau de 1616.
Un ancien coloriste de l'atelier de Rubens, Willem van Herp, s'inspire de ce tableau pour La Découverte d'Érichthonios par les filles de Cécrops, composé vers 1650.